# Матей Донічі
Матей Донічі (1847, Бреніште, Бєльцький повіт — 26 вересня 1921, Тигіна) — бессарабський румунський поет і генерал, перший президент Молдовської національної партії.
Матей писав вірші, згідно з науковою сімейною традицією. Брав активну участь у національно-визвольному русі бессарабських румунів, який розпочався з вибухом Лютневої революції 1917 року.